# Samuel Dumoulin
Samuel Dumoulin (Vénissieux, 20 d'agost de 1980) és un ciclista francès, professional des del 2002 fins al 2019.
Bon esprintador, en el seu palmarès destaca la victòria en la 3a etapa del Tour de França de 2008, diverses etapes de la Volta a Catalunya i el Gran Premi d'Obertura La Marseillaise de 2012.

## Palmarès
- 2001
  - 1r de la París-Tours Espoirs
  - Vencedor d'una etapa del Tour de l'Ain
- 2002
  - 1r al Premi d'Armorica
  - Vencedor d'una etapa del Tour de l'Avenir
- 2003
  - Campió de França de mig fons
  - 1r a la Tro Bro Leon
  - 1r al Tour de Normandia
  - Vencedor de 2 etapes del Tour de l'Avenir
- 2004
  - 1r a la Tro Bro Leon
- 2005
  - Campió de França de mig fons
  - Vencedor d'una etapa del Critèrium del Dauphiné Libéré
  - Vencedor d'una etapa del Tour del Llemosí
- 2006
  - 1r a la Route Adélie
- 2008
  - Vencedor d'una etapa del Tour de França
  - Vencedor d'una etapa del Circuit de La Sarthe
  - Vencedor de 2 etapes del Tour de Poitou-Charentes
- 2009
  - Vencedor d'una etapa del Tour del Llemosí
  - Vencedor de la Classificació dels esprints de la Volta a Catalunya
- 2010
  - 1r a l'Étoile de Bessèges i vencedor d'una etapa
  - 1r al Gran Premio dell'Insubria
  - Vencedor d'una etapa de la Volta a Catalunya
  - Vencedor d'una etapa del Circuit de La Sarthe
  - Vencedor d'una etapa de la Tropicale Amissa Bongo
- 2011
  - 1r a la París-Corrèze i vencedor d'una etapa
  - Vencedor de 2 etapes de la Volta a Catalunya
  - Vencedor d'una etapa de l'Étoile de Bessèges
  - Vencedor d'una etapa del Tour de l'Alt Var
- 2012
  - 1r a la Copa de França de ciclisme
  - 1r al Gran Premi d'Obertura La Marseillaise
- 2013
  - 1r a la Copa de França de ciclisme
  - Vencedor d'una etapa de l'Étoile de Bessèges
  - 1r al Gran Premi de Plumelec-Morbihan
- 2015
  - 1r a La Drôme Classic
- 2016
  - 1r a la Copa de França de ciclisme
  - 1r a la Roue tourangelle
  - 1r al Gran Premi de Plumelec-Morbihan
  - 1r als Boucles de l'Aulne
  - 1r al Tour del Doubs
- 2017
  - Vencedor d'una etapa al Tour de l'Alt Var

### Resultats al Tour de França
- 2003. 141è de la classificació general
- 2004. Abandona (9a etapa)
- 2005. 114è de la classificació general
- 2006. 119è de la classificació general
- 2008. 114è de la classificació general. Vencedor de la 3a etapa
- 2009. 139è de la classificació general
- 2010. No surt (12a etapa)
- 2011. 162è de la classificació general
- 2012. 107è de la classificació general
- 2013. 143è de la classificació general
- 2014. 90è de la classificació general
- 2016. 130è de la classificació general

### Resultats a la Volta a Espanya
- 2010. 124è de la classificació general